# Eumenogaster caurensis
Eumenogaster caurensis är en fjärilsart som beskrevs av Klages 1906. Eumenogaster caurensis ingår i släktet Eumenogaster och familjen björnspinnare. Inga underarter finns listade i Catalogue of Life.